# 유지원 (후한)
한 고조 유고(漢高祖 劉暠, 895년 3월 4일(음력 2월 4일) ~ 948년 3월 10일(음력 1월 27일))은 중국 오대십국 시대 후한(後漢)의 초대 황제이다. 스스로는 동한(東漢) 명제(明帝)의 팔남 회양왕(淮陽王) 유병(劉昞)의 후예라고 자칭하였으나, 실제로는 사타족(沙陀族) 출신으로 보인다. 원래 이름은 유지원(劉知遠)이나, 947년에 즉위한 이후로 이듬해 948년에 유고(劉暠)로 개명하였고, 그 해 사망할 때까지 이 이름을 썼다. 절일은 성수절(聖壽節)이다.

## 생애
원래는 후당 명종(後唐 明宗)을 보좌한 신하였으나, 후당이 멸망하여 후진(後晉)의 황제 석경당(石敬瑭)의 신하가 된 인물이다. 후진 건국에 큰 공로를 세웠기 때문에, 944년 유주도행영초토사(幽州道行営招討使)등 군부의 요직을 역임했다.
석경당이 요나라에 연운 16주를 할양하려 했을 때는 강하게 반대했지만, 석경당은 그의 의견을 수용하지 않았다.
출제 석중귀 치세에 후진은 요나라에 침공을 받았지만, 유지원은 군대를 지원하지 않았다. 그리고 출제 석중귀가 요나라군에 잡혀 후진이 멸망 하면서, 하동행군사마(河東行軍司馬) 장언위(張彦威)가 무주공산이 된 중원 지역에 황제 즉위를 추대하였지만, 이 때는 거절하였다.
그러나, 947년 개봉(開封)에서 스스로 즉위하여 후한(後漢)을 건국하였고, 다음해인 948년 연호를 건우(乾祐)로 개원을 하였다. 같은 해에 사망하였다.

## 존호, 시호, 묘호, 능호
시호는 예문성무소숙효황제(睿文聖武昭肅孝皇帝)이며, 묘호는 고조(高祖)이며, 능호는 예릉(睿陵)이다.

## 가족관계

### 조부모와 부모
- 조부 : 익조(翼祖) 소헌황제(昭獻皇帝) 유선(劉僎)
- 조모 : 소목황후(昭穆皇后) 이씨(李氏)
- 부친 : 현조(顯祖) 장성황제(章聖皇帝) 유전(劉琠)
- 모친 : 장의황후(章懿皇后) 안씨(安氏)

### 형제
- 하동절도사(河東節度使) 유숭(劉崇) (895년 ~ 954년) - 북한의 초대 황제. 상음공 유찬의 생부.
- 충무절도사(忠武節度使) 유신(劉信) (? ~ 951년) - 사후 후주에 의해 채왕(蔡王)으로 추봉됨.
- 태녕절도사(泰寧節度使) 모용언초(慕容彦超) - 이부형제.

### 후비
| 봉호       | 시호 | 이름(성씨) | 별칭                                                                            | 재위년도      | 생몰년도      | 비고 |
| ---------- | ---- | ---------- | ------------------------------------------------------------------------------- | ------------- | ------------- | ---- |
| 황후(皇后) |      | 이씨(李氏) | 위국부인(魏國夫人) 황태후(皇太后) 덕성황태후(德聖皇太后) 소성황태후(昭聖皇太后) | 947년 ~ 948년 | 913년 ~ 954년 |      |

### 황자
| - | 봉호       | 시호 | 이름                      | 생몰년도      | 생모      | 별칭           | 비고                   |
| - | ---------- | ---- | ------------------------- | ------------- | --------- | -------------- | ---------------------- |
| 1 | 위왕(魏王) |      | 유승훈(劉承訓)            | 922년 ~ 948년 |           | 개봉윤(開封尹) |                        |
| 2 | 주왕(周王) |      | 유승우(劉承祐)            | 931년 ~ 951년 | 황후 이씨 |                | 제2대 황제 은제(隱帝). |
| 3 | 진왕(陳王) |      | 유승훈(劉承勳) 유훈(劉勳) | ? ~ 951년     |           | 개봉윤(開封尹) |                        |

### 황녀
| - | 봉호(공주)             | 시호 | 이름 | 생몰년도 | 생모 | 부마                              | 별칭               | 비고                                |
| - | ---------------------- | ---- | ---- | -------- | ---- | --------------------------------- | ------------------ | ----------------------------------- |
| 1 | 진국장공주(秦國長公主) |      |      |          |      | 형국장혜공(邢國莊惠公) 송악(宋偓) | 영녕공주(永寧公主) | 사위는 송나라 초대 황제 태조(太祖). |

### 양자
- 무녕절도사(武寧節度使) 유윤(劉贇) - 본명은 유승윤(劉承贇). 유숭의 장자. 후한의 비정통 황제.

## 기년
| 고조        | 원년            | 2년                  |
| ----------- | --------------- | -------------------- |
| 서력 (西曆) | 947년           | 948년                |
| 간지 (干支) | 정미(丁未)      | 무신(戊申)           |
| 연호 (年號) | 천복(天福) 12년 | 13년 건우(乾祐) 원년 |

## 출전, 주해 및 참고 자료
| 전임 (초대) | 제1대 후한의 황제 947년 ~ 948년 | 후임 차남 후한 은제 유승우 |